# 코브로프
코브로프(러시아어: Ковро́в)는 블라디미르 주에 있는 도시이고, 클랴즈마 강이 흐른다. 인구는 153,000명(1985년)이다.

## 자매 도시
- 벨라루스 브레스트
- 체코 리베레츠